# Darup

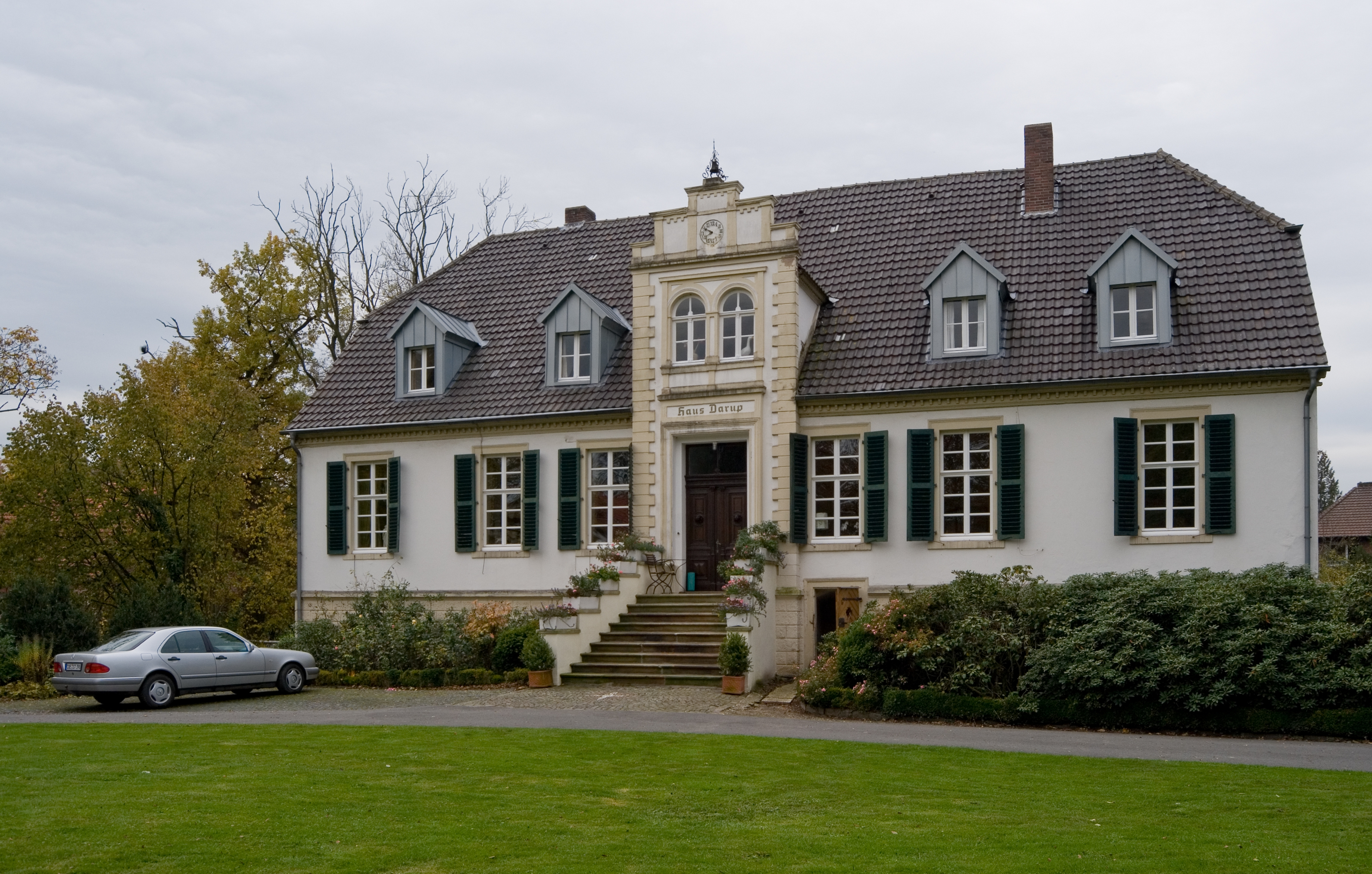
Haus Darup

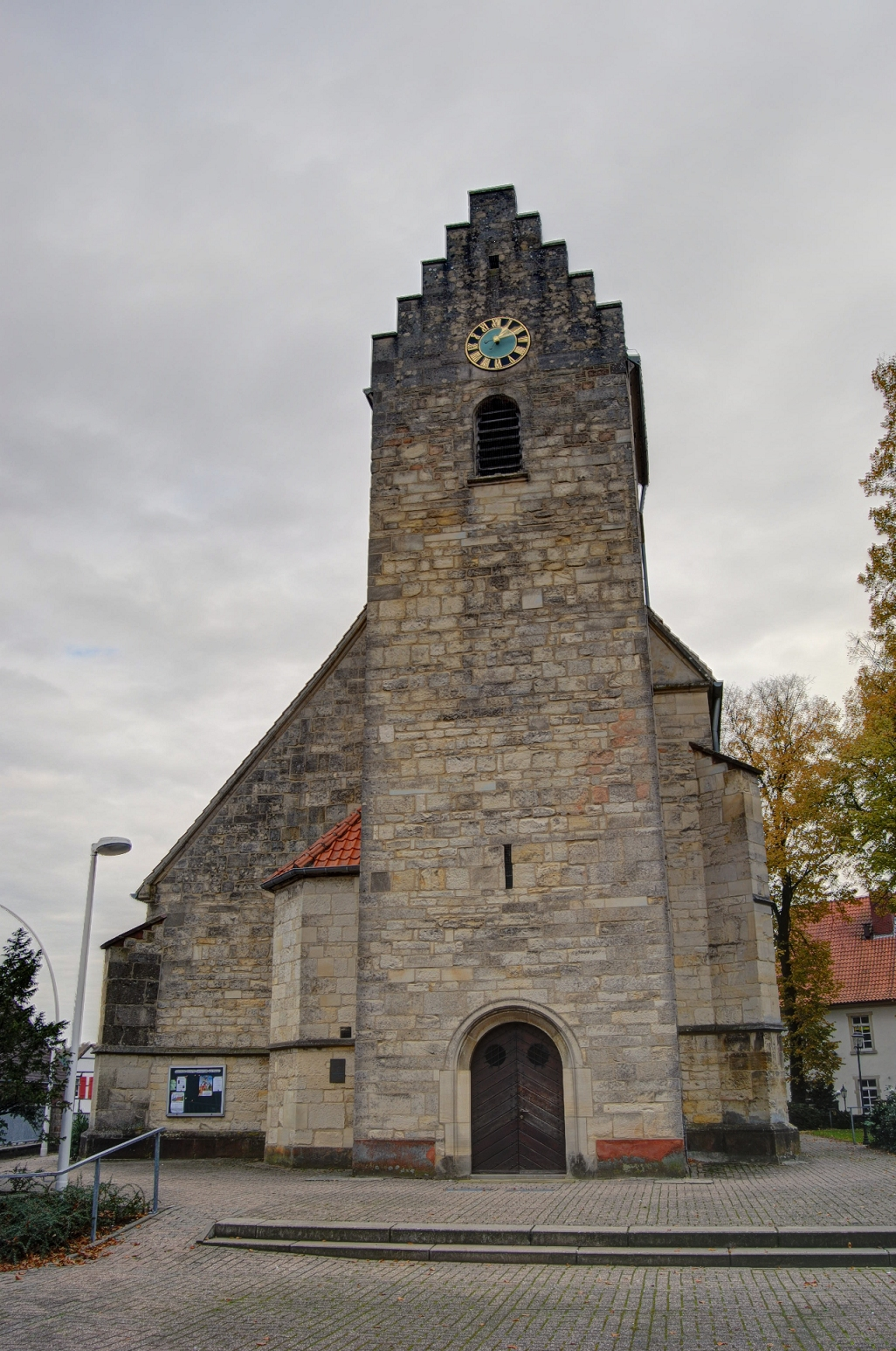
Kath. Pfarrkirche St. Fabian und Sebastian

Darup ist ein Ortsteil der Gemeinde Nottuln im Kreis Coesfeld. Er liegt im Kernmünsterland am Südhang der Baumberge an der Bundesstraße 525 zwischen Coesfeld und Nottuln.

## Bauerschaften
Der Ortsteil Darup umfasst die Bauerschaften Hastehausen, Gladbeck und Hövel.

## Geschichte
Die Frühgeschichte ist lange Zeit durch Fälschungen bzw. Erfindungen des Nottulner Kaplans Albert Wilkens († 1828) verfälscht worden. Danach sei beim Vordringen Karls des Großen vom Rhein her über Bocholt 779 durch den Koeswald gegen die Burg Nottuln von den Sachsen unter Anführung zweier Brüder Roibart und Luibert Widerstand geleistet worden; der erste sei in fränkische Gefangenschaft gefallen, der andere habe sich schwer verwundet in die Burg zurückgezogen und sei seinen Verletzungen erlegen.
In einem alten Lagerbuch (das nach Albert Wilkens angeblich 1803 in Nottuln vorgefunden worden sei) heißt es vom jetzigen Ort Darup: „locum, quo inhumata sunt corpora, Dotharpa habitantes dixerunt“, d. i. Doddarp, Todtendorf (Dodendorf), später Dodorpe, wobei die Silbe Do (von Do'rf) weggefallen ist; 1498 hieß der Ort Dodorpp. Darup heißt urkundlich 1313 Dodorpe, 1323 Dadorp, 1374 Dodorp, 1400 noch „tho Dodorpe“. Beide Erfindungen haben bis weit in das 20. Jh. als Gründungsmythos in Darup nachgewirkt.
Keimzelle des Ortes ist eine größere bäuerliche Reihensiedlung am Rande eines Esches (Ackergewannes). An deren Rand wurde vermutlich im Hochmittelalter eine Kirche als bischöfliche Eigenkirche errichtet. Der heute erhaltene gotische Bau beherbergt als kunsthistorisch herausragendes Kleinod den „Daruper Altar“, ein mittelalterliches Tafelgemälde aus der Schule des Konrad von Soest um 1420. Der Turm der Pfarrkirche birgt eine klanglich sehr schöne alte Marienglocke, gegossen 1529 von Wolter Westerhues, ferner drei weitere Glocken von 1946, gegossen von Petit & Gebr. Edelbrock zu Gescher.
In direkter Nachbarschaft zur Pfarrkirche befindet sich das mit einer Gräfte umgebene Haus Darup, ein Herrenhaus, dessen Geschichte bis in das Mittelalter zurückreicht, als hier die Herren von Dodorpe lebten. Später gehörte es den Familien von Raesfeld, von Galen, von Plettenberg und schließlich bis 1929 den Freiherren von Bönninghausen. Ab 1816 war es für einige Jahre unter Landrat Clemens Maria Franz von Bönninghausen Sitz der Verwaltung des neu gegründeten Kreises Coesfeld. Bönninghausen sollte sich später vor allem als Mitbegründer der Homöopathie einen Namen machen. Seine wohl bekannteste Patientin war die Dichterin Annette von Droste zu Hülshoff.
Unweit des Ortes erhebt sich auf dem Daruper Berg die 1753/54 errichtete Wallfahrtskapelle zum Heiligen Kreuz, die ein lebensgroßes Kruzifix aus Sandstein (errichtet 1718) beherbergt, das sich auch heute noch einer großen Verehrung von zumeist Einzelpilgern erfreut. Offiziell wurde Darup im Jahre 1941 durch Dekret des Bischofs von Münster, Clemens August Graf von Galen, zum Wallfahrtsort des Bistums Münster erhoben.
Darup ist von zahlreichen malerischen Rundwanderwegen quer durch die Baumberge umgeben. Am Wegesrand finden sich zahlreiche alte Wegekreuze und Bildstöcke, die Zeugnis von der starken Verwurzelung des christlichen Glaubens in der Region ablegen.

### Verwaltungszugehörigkeit
In fürstbischöflich-münsterischer Zeit gehörte es zum Amt Horstmar. Nach der Auflösung des Hochstifts und der Aufteilung des Territoriums im Reichsdeputationshauptschluss (1803) wurde Darup zunächst dem Wild- und Rheingrafen zu Coesfeld zugeschlagen, gehörte von 1806 bis 1811 zum Großherzogtum Berg und von 1811 bis 1813 zu Frankreich. Nach dem Wiener Kongress (1815) fiel es an Preußen, das Darup zur selbständigen politischen Gemeinde erhob und mit den Gemeinden Rorup, Lette und Limbergen der Bürgermeisterei Rorup (ab 1843 Amt Rorup) zuordnete.
Am 1. Januar 1975 wurde die Gemeinde Darup im Zuge der kommunalen Neugliederung (Münster/Hamm-Gesetz) aufgelöst und als Ortsteil in die Gemeinde Nottuln eingegliedert. Die bis dahin zur Gemeinde Darup gehörenden Bauerschaften Holsterbrink und Hanrorup fielen mit der Nachbargemeinde Rorup an die Stadt Dülmen.

### Konfessionelle Zugehörigkeit
Die Ortschaft zählt heute ca. 2100, meist katholische Einwohner. Sie gehören der  Kirchengemeinde St. Martin, Nottuln an. Die ehemals selbständige Pfarrei S.S. Fabian u. Sebastian konnte 1988 ihr 800-jähriges Bestehen feiern. Die Nottulner Kirchengemeinde gehört zum Dekanat Dülmen, Bistum Münster. Darup gehört im Bereich der evangelischen Kirche zur Friedenskirchengemeinde Nottuln.

## Sehenswürdigkeiten
- Katholische Pfarrkirche St. Fabian und Sebastian mit dem „Daruper Altar“ um 1420
- Haus Darup, Herrenhaus mit Gräftenanlage aus dem 18. Jh.
- Wallfahrtskapelle Zum Heiligen Kreuz auf dem Daruper Berg von 1753/54
- Kriegerehrenmal für die Gefallenen der beiden Weltkriege (Coesfelder Str.)
- Ehemalige Hofanlage Reher, heute AWO-Bildungshof (Am Hagenbach)
- Ehemaliger Gasthof „Alte Diele“ an der Kirche, 17. Jh., (derzeit als Privathaus bewohnt)

## Öffentliche und gemeinnützige Einrichtungen
- Familienzentrum Katholischer Kindergarten St. Marien, Am Hagenbach 14
- Katholische St.-Sebastian-Grundschule, Wybbert 12
- Katholische Pfarrkirche Ss. Fabian und Sebastian, Sebastianplatz 1
- Pfarrzentrum/Haus der Begegnung, Sebastianplatz 3
- Katholische öffentliche Bücherei Darup, Sebastianplatz 3
- Bildungshof der Arbeiterwohlfahrt Essen, Am Hagenbach
- Sportzentrum mit Sportheim, Südfeldweg
- Reithalle des Zucht-, Reit- und Fahrvereins Darup-Nottuln e. V., Köttling
- Feuerwehrhaus der Freiwilligen Feuerwehr Nottuln

## Verkehr
In Darup halten folgende Buslinien:
| Linie | Verlauf | Takt                                         | Betreiber                   |
| ----- | --- | -------------------------------------------- | --------------------------- |
| S60   | Münster (Westf) Hbf – Nottuln – Darup                                                                                                | 20/60 min (Mo–Fr), 60 min (Sa), 120 min (So) | Regionalverkehr Münsterland |
| R62   | Coesfeld – Darup – Nottuln (R63 – Münster (Westf) Hbf)                                                                               | 60 min (Mo–Sa), 120 min (So)                 | Veelker                     |
| N8    | Legden, Dorf Münsterland – Holtwick – Höven – Coesfeld Schulzentrum – Coesfeld – Darup – Nottuln – Appelhülsen – Münster (Westf) Hbf | 120 min (Sa auf So)                          | Regionalverkehr Münsterland |

## Persönlichkeiten
- Franz Darup (1756–1836), Domherr in Münster, Pfarrer in Sendenhorst